# Quenten Martinus
Quenten Martinus (* 7. březen 1991 Willemstad, Curaçao) je bývalý fotbalový útočník a reprezentant Curaçaa.

## Klubová kariéra
Ve své kariéře hrával za kluby SC Heerenveen, Sparta Rotterdam, Ferencváros, FC Emmen, FC Botoșani, Yokohama F. Marinos.

## Reprezentační kariéra
Quenten Martinus debutoval v reprezentaci Curaçaa v roce 2014.

## Statistiky
Platí k lednu 2017
| Curaçao | Curaçao | Curaçao |
| Roky    | Záp.    | Góly    |
| ------- | ------- | ------- |
| 2014    | 1       | 0       |
| 2015    | 2       | 0       |
| Celkem  | 3       | 0       |